# سونی اریکسون دبلیو۵۸۰
یکی از گوشی های کمپانی سونی اریکسون است که جزو گوشی های موزیکال سری واکمن با امکانات نسبتاً پائین دسته بندی می شود.

## امکانات جانبی
| امکانات گوشی همراه |                                              |
| ------------------ | -------------------------------------------- |
| دوربین             | ۲ مگاپیکسل + قابلیت فیلمبرداری (فاقد فلاش)   |
| مولتی مدیا         | موزیک پلیر واکمن،Track ID,Video DJ           |
| دیگر امکانات       | بلوتوث، ماشین حساب، تایمر، سوکت ۳٬۵ میلیمتری |